# Замок Ланек

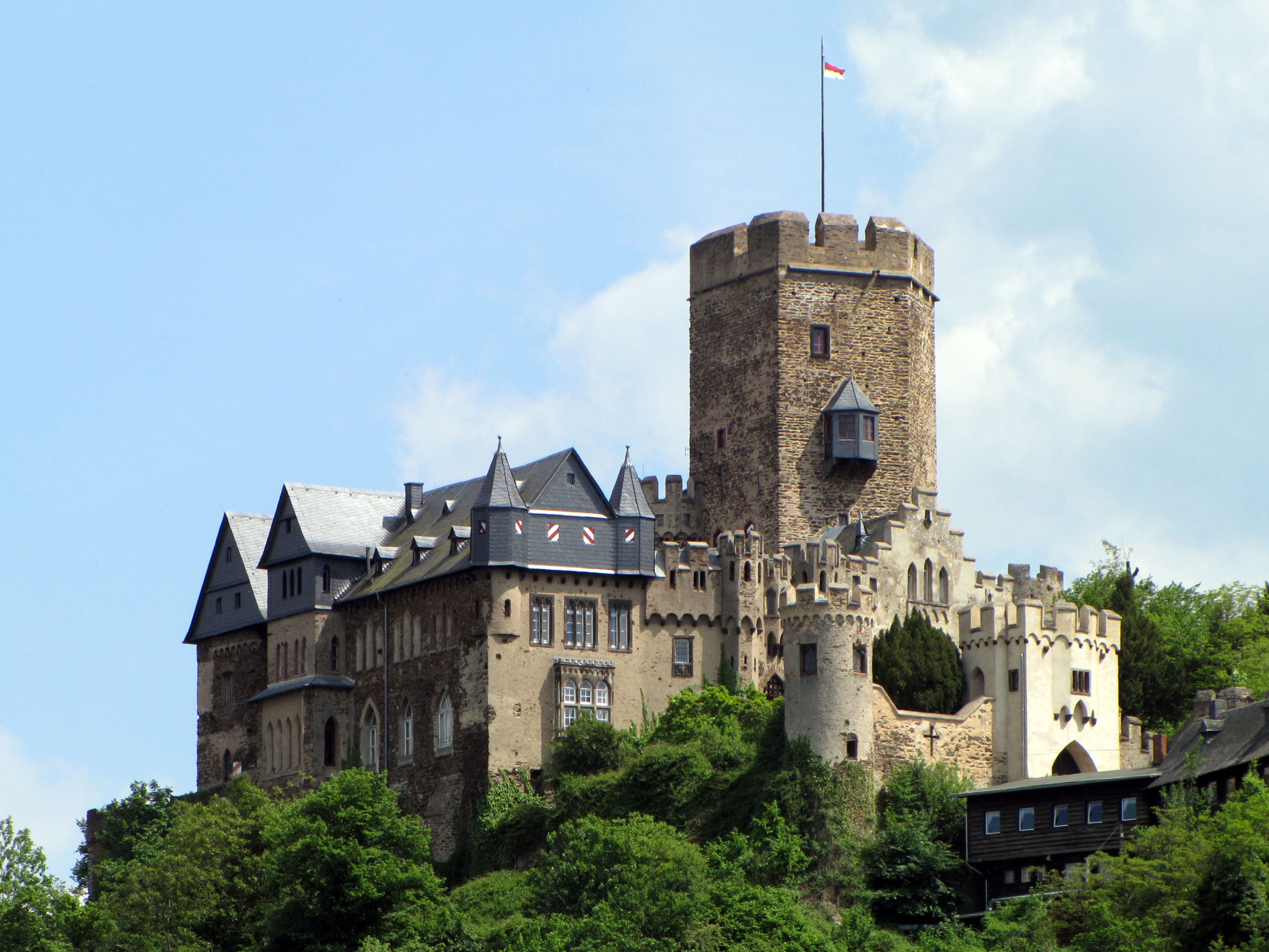
Замок Ланек

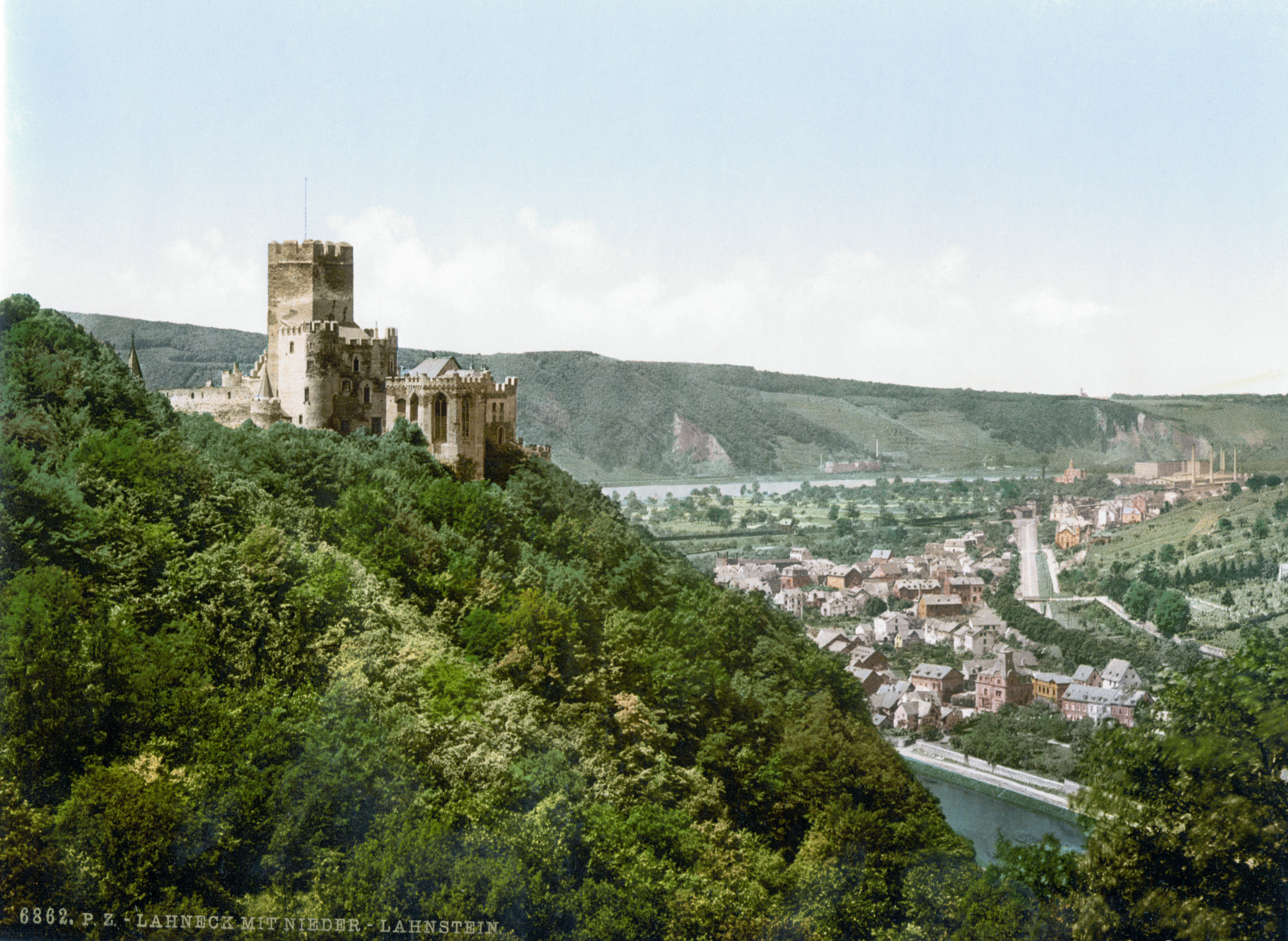
Замок Ланек и Нидерланштайн в 1900 году

Замок Ланек (нем. Burg Lahneck) расположен в городе Ланштайн (нем. Lahnstein), Германия, в земле Рейнланд-Пфальц. Замок стоит на высоком холме у слияния реки Лан (Lahn) и Рейна, неподалёку от замка Марксбург.
Замок, изначально упоминавшийся как Logenecke, в отличие от других рейнских крепостей никогда не выполнял таможенных функций. Построивший его в 1226 году майнцский архиепископ, курфюрст Зигфрид фон Эппштайн (Siegfried III von Eppstein), таким способом защитил границы своих северных владений, в частности, расположенные поблизости серебряные копи, которые отошли к церкви в 1220 г.
В 1245 в замке строится часовня, посвящённая Св. Ульриху Аугсбургскому (Ulrich иногда пишется — Uodalric или Odalric).
В 1298 король Германии Адольф Нассауский останавливается в замке перед битвой с королём Австрии Альбрехтом I (нем.  Albrecht I).
В 1332 папа Иоанн XXII (лат. Johannes PP. XXII) предоставил 40 дневную индульгенцию каждому, кто помолится в замковой часовне.
В 1633, в ходе Тридцатилетней войны, замок был занят и опустошён шведскими, а потом и императорскими войсками. С этого момента Ланек был заброшен, предоставляя лишь приют летучим мышам и бродягам.
18 июня 1774 года И.Гёте во время путешествия по реке Лан, вдохновлённый прекрасным романтическим видом руин замка Ланек, пишет стихотворение «Geistesgruß».
В 1803 Майнцское архиепископство было секуляризовано и его территории, а также замок Ланек, были переданы герцогству Нассау. В 1854 г. замок был продан англичанину по имени Эдуард Мориарти (Edward Moriarty), директору Рейнской железнодорожной компании. Под его руководством в замке проводятся первые реставрационные работы.
В 1907 замок купил адмирал Роберт Мишке (нем. Robert Mischke), позже капитан линейного крейсера «Фон дер Танн» (нем. Von der Tann).
В 1930-х первый этаж замка Ланек был открыт для посетителей, третий этаж остался частным и жилым. С тех пор и до настоящего времени потомки Роберта Мишке владеют замком Ланек.